# Bessie Hendricks
Bessie Hendricks (ur. 7 listopada 1907, zm. 3 stycznia 2023) – amerykańska superstulatka.

## Życiorys
Jej matka zmarła gdy Bessie miała zaledwie 13 lat. Hendricks pracowała jako nauczycielka. Przez blisko 65 lat była też mężatką, jej mąż Paul zmarł w 1995 roku. 
W momencie swoich 115 urodzin w listopadzie 2022 roku była najstarszą mieszkanką USA i czwartą najstarszą zweryfikowaną, żyjącą osobą na świecie według Gerontology Research Group. W uroczystościach jej 115 urodzin wzięło udział między innymi troje jej żyjących dzieci. 